# Томастаун
Вижте пояснителната страница за други значения на Томастаун.
Томастаун (на английски: Thomastown; на ирландски: Baile Mhic Andáin) е град в източната част на Ирландия. Разположен е около река Нор в графство Килкени на провинция Ленстър. Първите сведения за града датират от 11 век. Има жп гара от 12 май 1848 г. Край града в замъка Дайсарт Касъл е роден философът Джордж Бъркли. Населението му е 1837 жители от преброяването през 2006 г. 